# 阿塞拜疆共产党 (1996年)
阿塞拜疆共产党是阿塞拜疆的一个共产主义政党。该党成立于1996年，分裂自1993年成立的、相对主流的阿塞拜疆共产党。该党的创始人是Firudin Hasanov。